# Mały Bukowiec
Mały Bukowiec (kaszb. Môłë Bùkòwc) – wieś kociewska w Polsce położona w województwie pomorskim, w powiecie starogardzkim, w gminie Zblewo, na Pojezierzu Starogardzkim, w pobliżu wschodniego brzegu jeziora Ostrowite i na północnym obrzeżu Borów Tucholskich.
W latach 1975–1998 miejscowość administracyjnie należała do województwa gdańskiego.